# Sant Pere (Seo de Urgel)
Sant Pere es un barrio de Seo de Urgel. El barrio se encuentra situado al este del barrio de Sant Antoni al noreste de la ciudad. Además también incluye el paratge de Sant Pere. Se encuentra por encima de la carretera N-260 aislado de Seo de Urgel.
Situado en el fin de la plana de la Seu, donde empieza la sierra de Sant Pere, el 2001 tenía 55 habitantes. Administrativamente se encuentra dividido y pertenece al municipio de Seo de Urgel y a Valles del Valira.

Mapa del municipio de Seo de Urgel.

- Datos: Q4897277
- Multimedia: Sant Pere (la Seu d'Urgell) / Q4897277